# 충돌

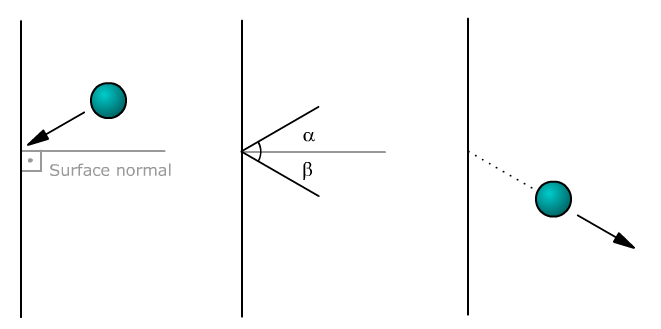
충돌에 따른 굴절

충돌(衝突, collision)은 물리학에서 두 물체가 서로의 운동에 간섭하는 현상으로 정의한다. 물리학에서의 힘의 정의가 '다른 물체의 운동을 방해하는 작용'이기 때문에, 이 정의는 다른 말로 두 물체가 서로 힘을 주고받는 현상으로 정의하기도 한다.
완전 탄성 충돌이 아닌 모든 충돌에서는 필연적으로 에너지가 손실된다. 여기서 에너지가 얼마나 손실되는지의 정도를 상대적으로 비교할 수 있는 반발 계수의 개념이 나오는데, 이것은 충돌 전 두 물체의 상대 속도의 절댓값으로 충돌 후 두 물체의 상대 속도의 절댓값을 나눈 것으로 정의한다. 충돌 과정에서 외부에서 에너지를 공급한 경우(충돌 당시 물체에 설치한 폭약이 폭발했다던지)가 아닌 이상은 반발 계수는 0에서 1 사이의 값을 가지며, 특히 반발 계수가 1인 경우를 완전 탄성 충돌이라고 하고, 이 경우에만 두 물체의 운동 에너지의 합이 보존된다.
반발 계수의 정의식에서 알 수 있듯이 반발 계수가 0인 경우엔 충돌 후 두 물체가 붙어서 함께 운동하게 된다.
어떤 경우에도 충돌 전후 두 물체의 운동량은 보존된다.

## 같이 보기
- 탄도 진자
- 반발 계수
- 탄성 충돌
- 마찰력
- 충돌구
- 충돌사건
- 비탄성 충돌
- 기체 분자 운동론
- 발사체